# Sierra de los Porrones
La sierra de los Porrones, también llamada cuerda de los Porrones o cuerda del Hilo, es un cordal montañoso situado en la zona central de la Sierra de Guadarrama (sierra perteneciente al Sistema Central). Administrativamente está dentro de los términos municipales de El Boalo y Manzanares el Real, en el noroeste de la Comunidad de Madrid (España). Esta alineación montañosa está orientada de noroeste a sureste y tiene una longitud aproximada de 7 km. 

## Descripción
Las montañas que la conforman van perdiendo altura según se avanza hacia el sureste. De este modo, la más alta, y por tanto la más noroccidental, es La Maliciosa con 2227 metros de altitud. Este cordal hace de divisoria entre las cuencas del río Manzanares, al norte, y el río Navacerrada, al sur. Este segundo es afluente del primero. Al este de la sierra de los Porrones está La Pedriza, con la que comparte bastantes características geológicas. Al oeste del cordal está el valle de la Barranca, y al este la garganta del Manzanares. Junto al extremo suroriental de la sierra está el municipio de Manzanares el Real. En la cresta del cordal hay un sendero de Pequeño Recorrido, el PR-M 16, que sale del collado de Quebrantaherraduras (en el sureste) y que termina en la cima de La Maliciosa.

## Cumbres
Las montañas de esta alineación montañosa son las siguientes, ordenadas de noroeste a sureste:
- La Maliciosa (2227 m)
- La Maliciosa Baja (1939 m)
- Cancho Porrón (1669 m)
- Cancho de las Porreras (1679 m)
- Peña Blanca (1598 m)
- Torreta de los Porrones (1372 m)
- La Camorza (1213 m)